# Irina Karamarković
Irina Karamarković (* 1978 in Priština, Sozialistische Föderative Republik Jugoslawien) ist eine serbische Sängerin, Komponistin und Autorin, die im Jazz und in der Weltmusik aufgetreten ist und verschiedene Vokaltechniken des Balkanraums beherrscht.

## Leben und Wirken
Karamarković stammt aus einer Musikerfamilie; ihr Großvater war Komponist und sammelte traditionelle Lieder, ihre Mutter war klassische Violinistin und Komponistin. Bereits als Kind sang sie bei verschiedenen Festivals und im Fernsehen, dann als Jugendliche in unterschiedlichsten Rock- und Alternative-Bands. Auch hatte sie eigene Musiksendungen im Radio N, Priština.
Zunächst studierte sie Ethnologie und Anthropologie an der Universität Belgrad, dann Jazzgesang an der Universität für Musik und darstellende Kunst Graz bei Sheila Jordan und Mark Murphy, aber auch Jay Clayton und Michele Hendricks. 
Bei einem Engagement im Musical „The Black Rider“ traf sie mit Sandy Lopicic zusammen, mit dessen Orkestar sie ab 1998 auftrat und mit dem sie zwei CDs einspielte. Als Reaktion auf den Kosovokrieg nahm sie das Album „Songs from Kosovo“ mit ihrem Quartett auf, das 2009 erschien. Weiterhin arbeitete sie mit LA Big Band um Lois Aichberger, mit der zwei Alben entstanden, „Sounds of Kosovo“ und „The Controversy of Independence.“
Mit ihren literarischen Texten gewann sie den Dositej-Obradović-Literaturwettbewerb und den Literaturpreis „Fluchtwege“ des Grazer Straßenmagazins „Megaphon“ sowie mit „Schreiben zwischen den Kulturen“ den Amerlinghaus-Literaturpreis 2004. 
Karamarković promovierte 2013 an der Kunstuniversität Graz über die „Präsenz der Musik aus Südosteuropa in der Jazzszene Österreichs“ mit Fokus auf soziokulturelle, politische, wirtschaftliche und musikalische Aspekte.

## Diskographische Hinweise
- Irina Karamarkovic, Christian Masser & Kurt Bauer: Mr. Hitler / Spielfeld – Music for Refugees (Nasaomusic, 2015)
- Gitarren der Liebe: How I Failed to Trick My Destiny (Numavi Records 2015)
- Gitarren der Liebe: Nietzsche in Love (Pumpkin Records 2015)
- D.I.V.A. featuring Ewald Oberleitner Trio (Eisbär Music 2014)
- LA Big Band feat. Irina Karamarkovic The Controversy of Independence (GESA Records 2009)
- Songs from Kosovo (GLM 2009, mit Stefan Heckel, Wolfram Derschmidt, Viktor Palic)
- Lorenz Raab XY Band Blue Silk (Universal Records 2007)
- LA Big Band feat. Irina Karamarkovic Sounds of Kosovo (ATS Records 2007)[2]
- Sandy Lopicic Orkestar Balkea (Network Medien 2004)